# Erminio Favalli
Erminio Favalli (Cremona, Provincia de Cremona, Italia, 29 de enero de 1944 - Cremona, Provincia de Cremona, Italia, 18 de abril de 2008) fue un futbolista italiano. Se desempeñaba en la posición de centrocampista.

## Clubes
| Club            | País   | Año         |
| --------------- | ------ | ----------- |
| U. S. Cremonese | Italia | 1960 - 1964 |
| Inter de Milán  | Italia | 1964 - 1965 |
| U. S. Foggia    | Italia | 1965 - 1966 |
| Juventus F. C.  | Italia | 1966 - 1970 |
| Mantova F. C.   | Italia | 1970 - 1971 |
| U. S. Palermo   | Italia | 1971 - 1978 |

## Palmarés

### Campeonatos nacionales
| Título  | Club           | País   | Año     |
| ------- | -------------- | ------ | ------- |
| Serie A | Inter de Milán | Italia | 1964-65 |
| Serie A | Juventus F. C. | Italia | 1966-67 |
| Serie B | Mantova F. C.  | Italia | 1970-71 |

### Copas internacionales
| Título                | Club           | País   | Año     |
| --------------------- | -------------- | ------ | ------- |
| Liga de Campeones     | Inter de Milán | Italia | 1964-65 |
| Copa Intercontinental | Inter de Milán | Italia | 1965    |